# Bataille du Canal du Nord
Première Guerre mondiale
Batailles
Front d'Europe de l’Ouest
- Liège (8-1914)
- Namur (8-1914)
- Frontières (8-1914)
- Anvers (9-1914)
- Grande Retraite (9-1914)
- Marne (9-1914)
- Course à la mer (9-1914)
- Yser (10-1914)
- Messines (10-1914)
- Ypres (10-1914)
- Givenchy (12-1914)
- 1re Champagne (12-1914)
- Hartmannswillerkopf (1-1915)
- Neuve-Chapelle (3-1915)
- 2e Ypres (4-1915)
- Colline 60 (4-1915)
- Artois (5-1915)
- Festubert (5-1915)
- Quennevières (6-1915)
- Linge (7-1915)
- 2e Artois (9-1915)
- 2e Champagne (9-1915)
- Loos (9-1915)
- Verdun (2-1916)
- Redoute Hohenzollern (3-1916)
- Hulluch (4-1916)
- 1re Somme (7-1916)
- Fromelles (7-1916)
- Arras (4-1917)
- Vimy (4-1917)
- Chemin des Dames (4-1917)
- 3e Champagne (4-1917)
- 2e Messines (6-1917)
- Passchendaele (7-1917)
- Cote 70 (8-1917)
- 2e Verdun (8-1917)
- Malmaison (10-1917)
- Cambrai (11-1917)
- Bombardements de Paris (1-1918)
- Offensive du Printemps (3-1918)
- Lys (4-1918)
- Aisne (5-1918)
- Bois Belleau (6-1918)
- 2e Marne (7-1918)
- 4e Champagne (7-1918)
- Château-Thierry (7-1918)
- Le Hamel (7-1918)
- Amiens (8-1918)
- Cent-Jours (8-1918)
- 2e Somme (9-1918)
- Bataille de la ligne Hindenburg
- Meuse-Argonne (10-1918)
- Cambrai (10-1918)

Front italien
Front d'Europe de l’Est
Front des Balkans
Front du Moyen-Orient
Front africain
Bataille de l'Atlantique
La bataille du Canal du Nord, est une bataille qui eut lieu du 27 septembre au 1er octobre 1918, sur le front de l'Ouest, pendant la Première Guerre mondiale. Elle opposa 13 divisions alliées aux soldats allemands. La bataille du Canal du Nord s'inscrivait dans le cadre de l'offensive alliée des Cent-Jours.

## Contexte
Dans la matinée du 2 septembre, après une bataille intense, le Corps canadien prit le contrôle de la ligne Drocourt-Quéant (saillant ouest de la ligne Hindenburg). La bataille fut menée par les 1re et 4e divisions canadiennes, et par la 52e division britannique. Les Allemands subirent de lourdes pertes, et les Canadiens capturèrent plus de 6 000 prisonniers non blessés. Les pertes du Canada s’élevèrent à 5 600 hommes. À midi, le commandant allemand, Erich Ludendorff, décide de se retirer derrière le canal du Nord. Le 2 septembre, les Allemands furent contraints de se replier sur la ligne Hindenburg, depuis laquelle ils avaient lancé leur offensive du printemps.

## Champ de bataille

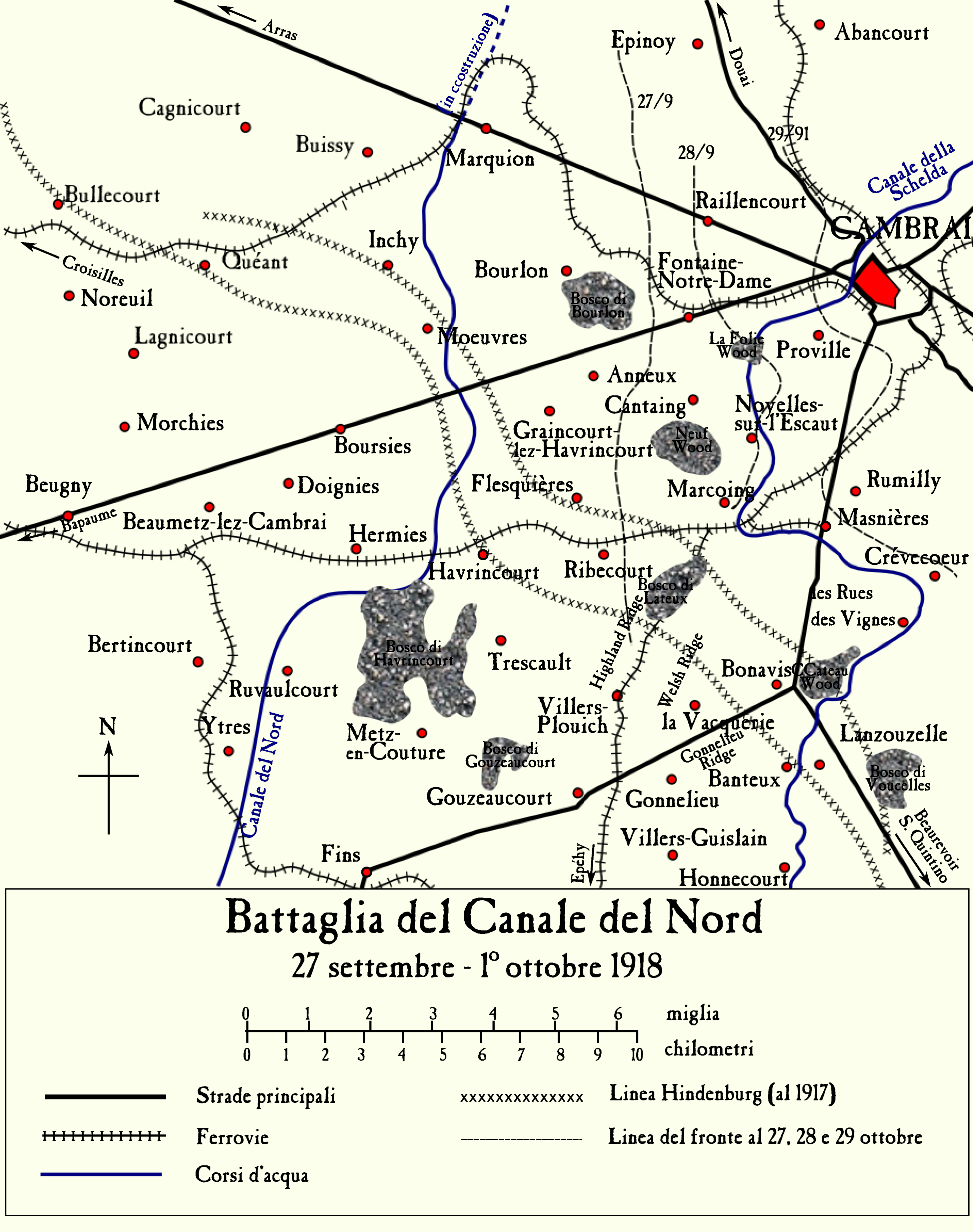
Carte de la bataille

Le canal du Nord, dont la construction avait été interrompue par la guerre était la dernière position défensive opposée à la Première Armée britannique, ce qui représentait cependant un obstacle non négligeable. La ligne fortifiée Hindenburg traversait le canal au nord de Mœuvres et suivait sa rive sud-est. Elle était complétée par une ligne nord-sud Marquion-Cantaing 1,5 km à l'est du canal.

## Déroulement de la bataille
Deux divisions furent envoyées par le général Arthur Currie pour préparer le franchissement du canal à un point faible des positions allemandes. Des ponts en bois furent construits à un endroit inondé, les seuls emplacements à sec étant gardés par les défenses allemandes.
Quatre divisions canadiennes attaquèrent le 27 septembre dans l’obscurité à 5 h 20 du matin. Cette offensive surprit les Allemands qui battirent en retraite ou furent faits prisonniers dès le milieu de la matinée. Les troupes canadiennes du général Arthur Currie investirent les travaux de terrassement du canal du Nord.

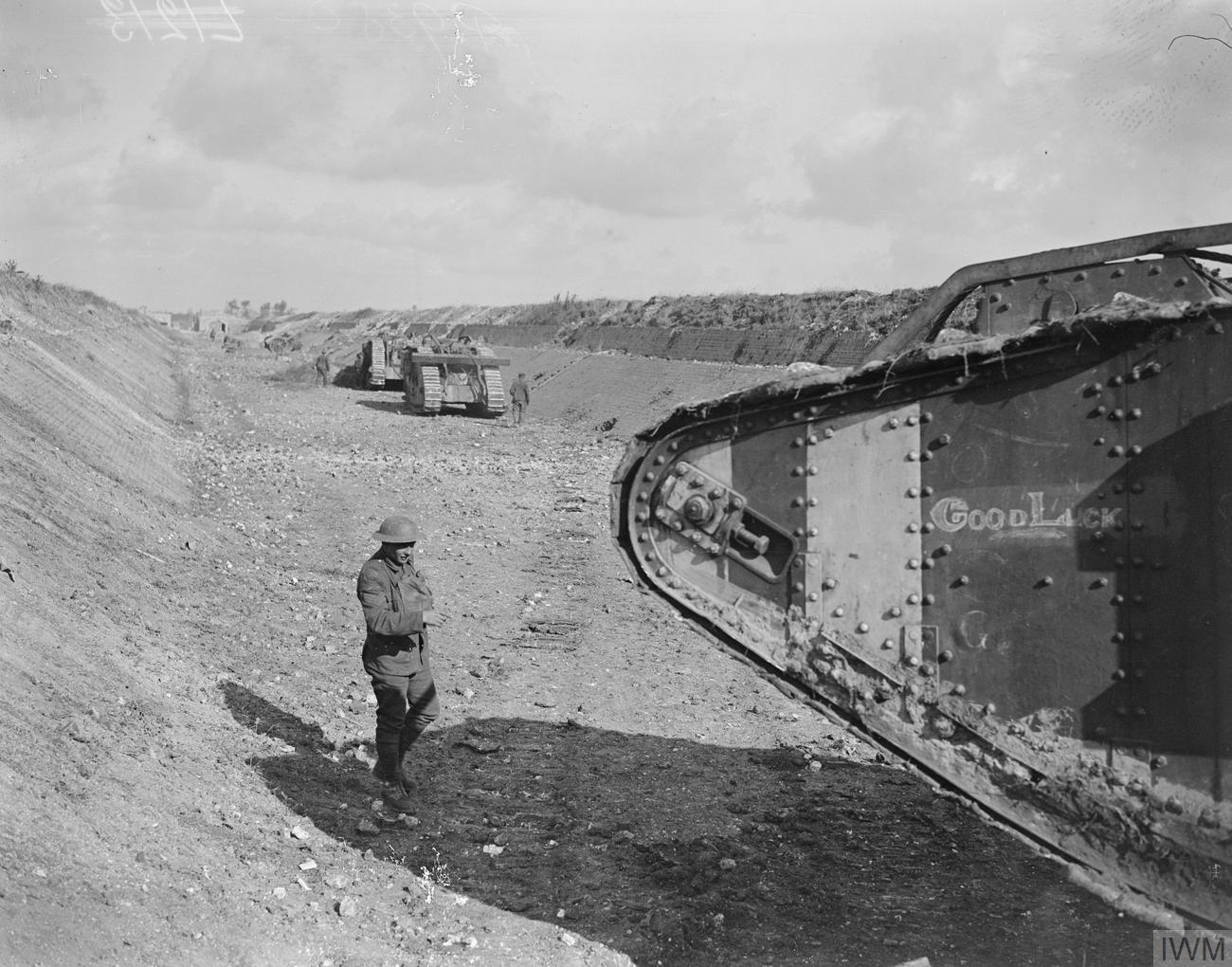
Tanks dans le canal

## Bilan et conséquences
36 500 soldats allemands ont été faits prisonniers de guerre et 380 pièces d'artillerie ont été capturées par les Alliés.
La prise du canal ouvrit la route de Cambrai et fut suivie de la bataille de Cambrai qui compléta la pénétration de la ligne Hindenburg.

### Décoration
- SAINT-QUENTIN 1918 est inscrit sur le drapeau des régiments cités lors de cette bataille.